# Mazières-Naresse
Mazières-Naresse is een gemeente in het Franse departement Lot-et-Garonne (regio Nouvelle-Aquitaine) en telt 137 inwoners (2005). De plaats maakt deel uit van het arrondissement Villeneuve-sur-Lot.

## Geografie
De oppervlakte van Mazières-Naresse bedraagt 8,8 km², de bevolkingsdichtheid is 15,6 inwoners per km².
De onderstaande kaart toont de ligging van Mazières-Naresse met de belangrijkste infrastructuur en aangrenzende gemeenten.

## Demografie
Onderstaande figuur toont het verloop van het inwonertal (bron: INSEE-tellingen).